# سفيد درة (تشيلو)
سفيد درة (بالفارسية: سفید دارا) هي منطقة سكنية تقع في إيران في قسم تشيلو الريفي. يقدر عدد سكانها بـ 139 نسمة .